# Józef Kozłowski (plastyk)
Józef Kozłowski (ur. 3 maja 1905 w Grabarce k. Berdyczowa, zm. 5 stycznia 1991 w Toruniu) – polski artysta plastyk, profesor nadzwyczajny w Wydziale Sztuk Pięknych Uniwersytetu Mikołaja Kopernika.

## Życiorys
Po wkroczeniu Wojska Polskiego wstąpił ochotniczo do 5 Pułku Piechoty Legionów i uczestniczył w obronie miasta przed bolszewikami. Po zakończeniu wojny wyjechał do Warszawy, gdzie w 1923 przystąpił do egzaminów wstępnych do Szkoły Sztuk Pięknych, ale nie został przyjęty. Po przeniesieniu się do Poznania od 1925 przez cztery lata studiował w Państwowej Szkole Sztuk Zdobniczych i Przemysłu Artystycznego, a następnie pracował w charakterze dekoratora i scenografa Teatru Powszechnego w Poznaniu. W 1931 zamieszkał w Gdyni, gdzie rozpoczął pracę dekoratora i architekta wnętrz. Zaprojektował wystrój recepcji Dworca Morskiego, wnętrz gmachu Komunalnej Kasy Oszczędnościowej oraz stoiska Wystawy Przemysłowo-Rolniczej. Tworzył również plakaty i przeźrocza reklamowe oraz projekty wystroju sal balowych.
Poślubiwszy Felicję Kałamajską pochodzącą z toruńskiej rodziny kupieckiej związał się z Toruniem do końca życia. W lutym 1945 objął początkowo stanowisko naczelnika Wojewódzkiego Wydziału Kultury i Sztuki, a następnie referenta do spraw kultury i sztuki przy Prezydencie Miasta Torunia. Pod koniec 1945 założył Spółdzielnię Artystów „Rzut”. Po jej rozwiązaniu w 1949 roku stworzył Oddział Centralny Przemysłu Ludowego i Artystycznego (tzw. Cepelię) w Toruniu. Do 1952 pełnił tam funkcję kierownika, a później doradcy artystycznego.
Od 1947 posiadał tytuł artysty malarza w zakresie architektury wnętrz, w 1954 związał się zawodowo z Uniwersytetem Mikołaja Kopernika, początkowo jako asystent, następnie objął stanowisko docenta, a później adiunkta. Od 1962 kierował Katedrą Projektowania Wnętrz, równocześnie został też prodziekanem Wydziału Sztuk Pięknych Uniwersytetu Mikołaja Kopernika i pełnił tę funkcję do 1966. W 1964 poślubił Barbarę Narębską-Dębską, graficzkę.
Został pochowany na cmentarzu św. Jerzego w Toruniu.

## Wybrane realizacje
- Wnętrze Muzeum Jana Kasprowicza w Szymborzu[4]
- Wnętrze dworca autobusowego w Toruniu[6]
- Wnętrza Filharmonii Pomorskiej w Bydgoszczy[5]
- Wnętrze hotelu Helios w Toruniu[5]

## Ordery i odznaczenia
- Krzyż Kawalerski Orderu Odrodzenia Polski (1975)[5]
- Złoty Krzyż Zasługi (1956)[5]
- Medal 30-lecia Polski Ludowej (1975)[5]
- Medal 10-lecia Polski Ludowej (19 stycznia 1955)[7]